# Kaique Mafaldo
Kaique Mafaldo (* 30. Mai 2001), mit vollständigen Namen Kaique Ferraz Mafaldo, ist ein brasilianischer Fußballspieler.

## Karriere
Kaique Mafaldo erlernte das Fußballspielen in den brasilianischen Jugendmannschaften von Palmeiras São Paulo und dem Ibrachina FC. Im Mai 2022 zog es den Abwehrspieler nach Japan. Hier unterschrieb er einen Vertrag beim Zweitligisten V-Varen Nagasaki. Sein Zweitligadebüt für den Verein aus Nagasaki gab Kaique Mafaldo am 5. Juni 2022 (20. Spieltag) im Auswärtsspiel beim Tochigi SC. Beidem 3:2-Auswärtserfolg wurde er in der 90+4. Minute für Asahi Uenaka eingewechselt. Ende Juli 2023 wechselte er für den Rest der Saison auf Leihbasis zum Ligakonkurrenten Ōmiya Ardija. Für den Verein aus Saitama bestritt er zwölf Ligaspiele. Zu Beginn der Saison 2024 wechselte er im Januar 2024 ebenfalls auf Leihbasis zum Zweitligisten Tokushima Vortis.